# Струмкова саламандра
Струмкова саламандра (Eurycea) — рід земноводних родини Безлегеневі саламандри ряду Хвостаті. Має 28 видів. Інші назви «жовта саламандра», «сліпа саламандра»

## Опис
Загальна довжина представників цього роду коливається від 5 до 20 см. Голова невелика. Очі опуклі з горизонтальними зіницями. У деяких видів зберігаються зябра, очі не зовсім розвинені. Тулуб стрункий, хвіст доволі довгий, у низки видів сплощений. Кінцівки у більшості представників роду достатньо розвинені, лише у деяких вони слабкі та тонкі. Здебільшого види розрізняються за своїм забарвленням. Воно досить яскраве: переважають жовті, помаранчеві, червоні, оливкові, зеленуваті, світло-коричневі кольори. Спини зазвичай вкрита темними цятками або крапочками різної форми та кількості. Черево здебільшого однотонне.

## Спосіб життя
Полюбляють підземні печери, проточні швидкі річки, струмки. Звідси й походить назва цих земноводних. Ведуть напівводний спосіб життя. Вдень ховаються під камінням або в ущелинах. Живляться різними безхребетними.
Це яйцекладні амфібії. Самиці відкладають до 50 яєць.

## Розповсюдження
Мешкають від південної Канади до східних штатів США.

## Види
- Eurycea aquatica
- Eurycea arenicola
- Eurycea bislineata
- Eurycea chamberlaini
- Eurycea chisholmensis
- Eurycea cirrigera
- Eurycea guttolineata
- Eurycea junaluska
- Eurycea latitans
- Eurycea longicauda
- Eurycea lucifuga
- Eurycea multiplicata
- Eurycea nana
- Eurycea naufragia
- Eurycea neotenes
- Eurycea pterophila
- Eurycea quadridigitata
- Eurycea rathbuni
- Eurycea robusta
- Eurycea sosorum
- Eurycea spelaea
- Eurycea tonkawae
- Eurycea tridentifera
- Eurycea troglodytes
- Eurycea tynerensis
- Eurycea wallacei
- Eurycea waterlooensis
- Eurycea wilderae